# 1936 no jornalismo
Nesta página encontrará referências aos acontecimentos directamente relacionados com o jornalismo ocorridos durante o ano de 1936.

## Eventos
- 9 de maio — Fundação do semanário regional português "A Comarca da Sertã".

## Nascimentos
| Data          | Nome                 | Profissão                                  | Nacionalidade | Observações | Ref |
| ------------- | -------------------- | ------------------------------------------ | ------------- | ----------- | --- |
| 10 de junho   | Acácio Barradas      | jornalista                                 | Portugal      | m. 2008     |     |
| 14 de julho   | Márcio Moreira Alves | jornalista                                 | Brasil        | m. 2009     |     |
| 19 de outubro | Álvaro Guerra        | político, diplomata, jornalista e escritor | Portugal      | m. 2002     |     |

## Mortes
| Data           | Nome                     | Profissão                                     | Nacionalidade | Observações | Ref |
| -------------- | ------------------------ | --------------------------------------------- | ------------- | ----------- | --- |
| 4 de fevereiro | Antão Gonçalves de Faria | um militar, jornalista, engenheiro e político | Brasil        | n. 1854     |     |